# Radurizație
Radurizarea este procesul de iradiere a alimentelor ce utilizează o doză de radiații ionizante suficientă pentru a spori capacitatea de stocare pe termen lung prin scădera substanțială a numărului de microorganisme de alterare viabile specifice. Doza necesară este cuprinsă în intervalul de 0,4–10 kGy.

## Vezi și
- Iradierea alimentelor
- Radicidație
- Radapertizare